# 李正子
李 正子（イ・チョンジャ、朝鮮語: 이정자、1947年3月3日 - ）は、在日コリアン二世の女性歌人である。未来短歌会所属。在日韓国人の歌人として、作品が日本の教科書に採用された最初の人物である。

## 来歴
三重県上野市（現 伊賀市）生まれ。戦前に父が慶尚南道晋州市から日本に渡り、日本で韓国人の母と知り合い結婚、伊賀市に定住し正子を生んだ。中学生の時に万葉集に触れ、短歌に魅力を感じる。1965年三重県立上野高等学校卒業後、民族資本の銀行に1年間勤務し、結婚して2人の男児をもうけたのち離婚。20歳のとき、香山正子名義で朝日新聞の短歌のページに近藤芳美を選者に指名し初投稿。これがトップで掲載される。投稿を幾度か繰り返した後、「未来」入会。近藤に師事する。
1984年に本名で『鳳仙花（봉선화）のうた』を発刊し、歌人デビューを果たす。この『鳳仙花のうた』は500部売れれば良い方である歌集としては異例の2700部、再版は1万部の売上を記録。
1992年、三重県文学新人賞受賞。
現在、上野市で喫茶店「駕洛」を営む傍ら、短歌会「風」を主宰し、短歌結社「未来」に属する。
大韓民国特有の風習、文化等に関する言葉をありのままに使い、字余りを恐れず、一般的には漢字で書く言葉をアルファベットで書くなど、人目を引くことに長けた作風が特色である。

## 書籍
- 『鳳仙花のうた』雁書館、1984年
- 『ナグネタリョン－永遠の旅人－』河出書房新社、1991年
- 『ふりむけば日本』河出書房新社、1994年
- 『葉桜』河出書房新社、1997年
- 『セ　パラム　短歌会「風」合同歌集』風媒社、1999年　ISBN 4-8331-5096-4
- 『鳳仙花のうた』影書房、2003年　ISBN 4-87714-297-5
- 『マッパラムの丘』作品社、2004年　ISBN 4-86182-004-9
- 『沙果、林檎そして』影書房、2010年　ISBN 978-4-87714-410-4